# Johann Daniel Ramdohr

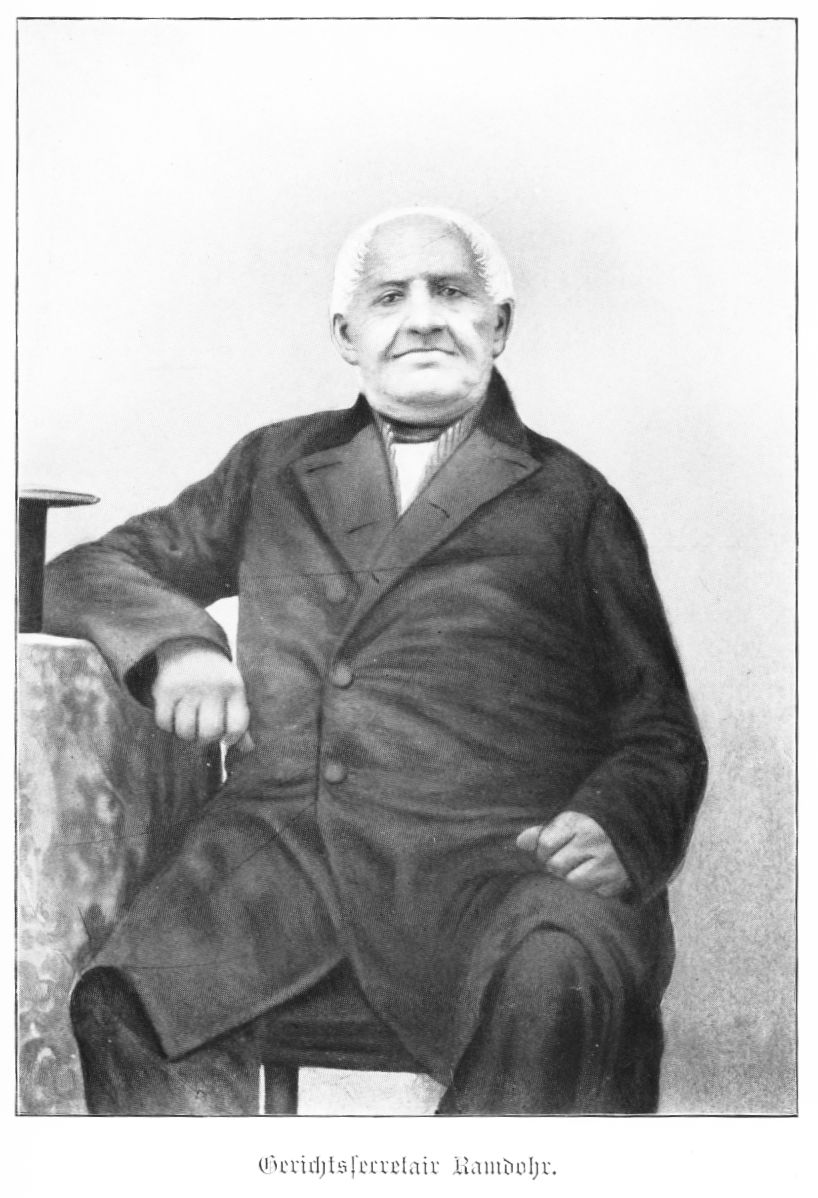
Johann Daniel Ramdohr

Johann Daniel Ramdohr (* 18. März 1775 in Aschersleben; † 5. Dezember 1866 ebenda) war ein deutscher Jurist, Gerichtssekretär und Gründer einer bis heute tätigen Wohlfahrtsstiftung.

## Leben
Johann Daniel Ramdohr kam am 18. März 1775 in Aschersleben als Sohn des Ökonomen und Kürschnermeisters Johann Andreas Ramdohr und dessen Gattin, Marie Elisabeth, geb. Weißbrodt, zur Welt. Er besuchte das Stephaneum. Der Vater starb bereits am 15. Dezember 1784, und die Verwaltung des Wohnhauses in der Breiten Straße 30, samt Nebengebäuden, 143 Morgen Land und Pachtäckern wurde August 1785 von der Witwe allein übernommen. Die Vormundschaft über die Kinder, Daniel und die Schwester Catherine Elisabeth, später verh. Trautewein, übernahm der Justizkommissar Teudeloff.

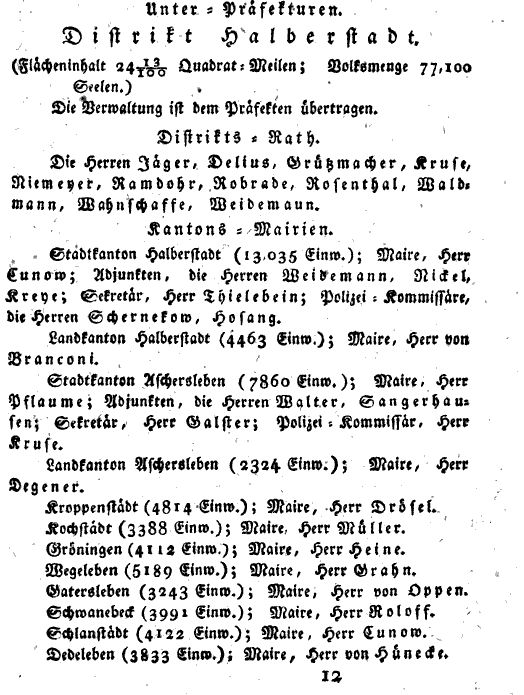
Westfälische Verwaltung von Aschersleben, westfälisches Staatshandbuch 1811

Der begabte Daniel Ramdohr absolvierte ein juristisches Studium, wonach er als Sekretär am Ascherslebener Gericht begann. Am 8. April 1808 wurde der Pupillensekretär Ramdohr, neben anderen Magistratsmitgliedern wie einem Gerichtssekretär Kruse, durch königlich-westfälisches Dekret zum Notar des Stadtkantons Aschersleben befördert. Am 13. Februar 1808 starb die Mutter und kurz danach am 19. Februar 1808 auch die verwitwete Schwester Ramdohrs. Im Dezember 1808 wurde die gesamte Ackerwirtschaft aufgelöst und Johann Daniel Ramdohr übernahm die Verwaltung des umfangreichen Nachlasses. Im Hof- und Staats-Handbuch des Königreichs Westphalen 1811 wird er, neben Kruse, Niemeyer und anderen, als Mitglied des übergeordneten Rates des Distrikts Halberstadt genannt.
Nach Ende der Franzosenzeit übernahm er die Stelle eines Sekretärs an der Gerichtskasse, da ihm ein Richteramt aufgrund seiner Karriere in westfälischen Diensten und neutralen Haltung in den Freiheitskriegen verwehrt blieb. Um 1828 wurde Ramdohr als Gerichtssekretär in Abonnentenlisten kontemporärer Bücher erwähnt. Neben der Erfüllung seiner Beamtenpflichten legte er eine wissenschaftliche Bücher- und Bildersammlung an und unterhielt zwei Gärten mit Wein- und Obstbau in der Nähe der Klostermühle. Am 19. Februar 1830 verstarb seine ledige Nichte Catherine Trautewein, und Ramdohr erbte nun auch ihren Anteil am Familienvermögen. Daher spendete Ramdohr öfters Gaben für in Not geratene Mitbürger sowie für ein Hilfskomitee nach einem Weichsel-Hochwasser (wohl in Königsberg). Er tat dies stets anonym, konnte aber wegen seiner Handschrift identifiziert und gegen seinen Willen belobigt werden.
Am 17. März 1832, als in Preußen die konstitutionelle Städteordnung eingeführt wurde, wurde er in die Ascherslebener Stadtverordnetenversammlung gewählt und zum Vorsitzenden ernannt. Bei ihrer vorausgehenden ersten Sitzung am 8. Februar hielt Ramdohr eine vielbeachtete, von humanistischen Idealen geprägte Rede, legte aber enttäuscht über Missstände, die er mit der Tragweite seines Amtes nicht beeinflussen konnte, sein Amt bald nieder und ließ sich auch nicht mehr dazu bewegen, irgendwelche öffentlichen Vertretungen zu übernehmen. Er begab sich in der folgenden Zeit nach gründlicher Planung auf eine längere Italienreise.
Am 23. April 1846 kaufte er das Haus Breite Straße 37 (damals Nr. 211), ließ es abreißen und neu erbauen. Er blieb lebenslang unverheiratet, unterhielt aber stets wohltätige Beziehungen zu einigen Freunden, unter anderem seinem Patenkind, dem 1827 verwaisten Sohn des Pastors Märker der Margarethenkirche, dem er nach Missernten 1842 aus der Insolvenz half und den er wohl zum Erben gemacht hätte, wäre dieser nicht 1853 als Amtmann in Quenstedt verstorben. Zudem stand Ramdohr mit seinem Cousin, dem Ökonomen August Hädecke, in engem Kontakt. Nach dessen Tod 1860 fand dessen verwaiste Tochter Natalie Adolphine Aufnahme als Gesellschafterin und Wirtschafterin bei Ramdohr und widmete bis zu Ramdohrs Lebensende ihre ganze Zeit der Pflege des alternden Alleinstehenden.

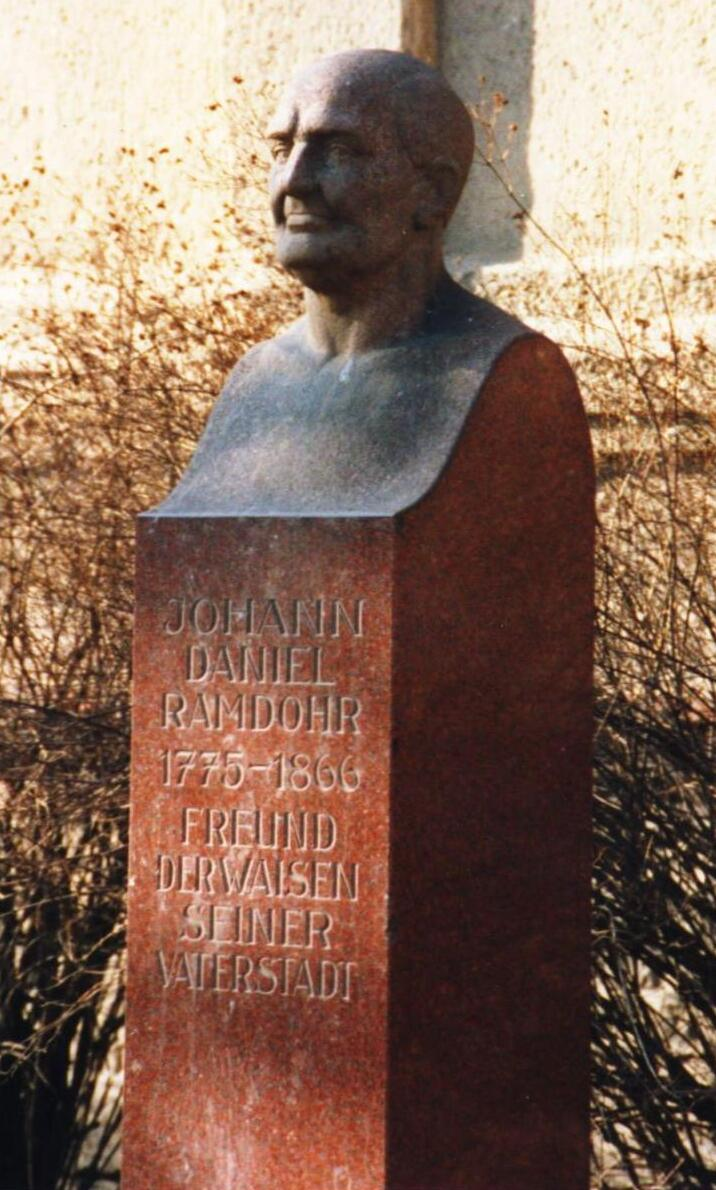
Granitbüste von Johann Daniel Ramdohr, Stadtpromenade Aschersleben. Hans Döring, 1937

## Ramdohrs milde Stiftung
Am 5. Februar 1864 verfasste Ramdohr seinen letzten Willen, in dem er verfügte: ...durch die Gnade Gottes in einen Vermögensstand gesetzt, der meine Bedürfnisse übersteigt, fühle ich mich berufen, mein nachzulassendes Vermögen zu wohltätigen Zwecken zu verwenden. 1866 starb Ramdohr als Land- und Stadtgerichtssekretär a. D. Seine Beisetzung im Familiengrab an der Seite seiner Nichte fand ohne große Zeremonie auf dem alten Friedhof statt.
Gemäß seinem Testament wurde, mit Sitz in der Breiten Straße 37, „Ramdohr’s milde Stiftung“ gegründet, die 5 Kuratoren unter Aufsicht des Stadtmagistrats unterstand. Die Förderung von Waisen und Witwen, Zuschüsse für Pflegekinder, Finanzierung der Ausbildung und des Studiums von Armen sowie die Schaffung von gesundem Wohnraum für Arbeiter im Ruhestand wurden in der Satzung als Stiftungszweck festgeschrieben. Aus Dankbarkeit ließ die Stadtverwaltung eine Büste von Bildhauer Uhlenhut aus Quedlinburg fertigen, die im Sitzungszimmer des Kuratoriums der Stiftung, im heutigen Stadtarchiv, ausgestellt wurde.
Die Stiftung trat im Herbst 1867 ins Leben und hatte bis 1888 die Versorgung von 883 Kindern ermöglicht. Bis 1928 wurden mehr als 2000, bis 1937 schon 2260 Waisen und Halbwaisen unterstützt. In der Ramdohrstraße wurden drei Sechs-Familien-Häuser für Invaliden und alte Menschen errichtet. Für die technische und künstlerische Fortbildung seiner Zöglinge hatte Ramdohr schon als Stifter Legate ausgeschrieben. Solch ein Stipendium erhielten später auch der Heimatmaler Walter Buhe und der aus Aschersleben stammende Bildhauer Hans Karl Döring. Die Stiftung ist eine bis heute bestehende Einrichtung zur sozialen Fürsorge in Aschersleben.

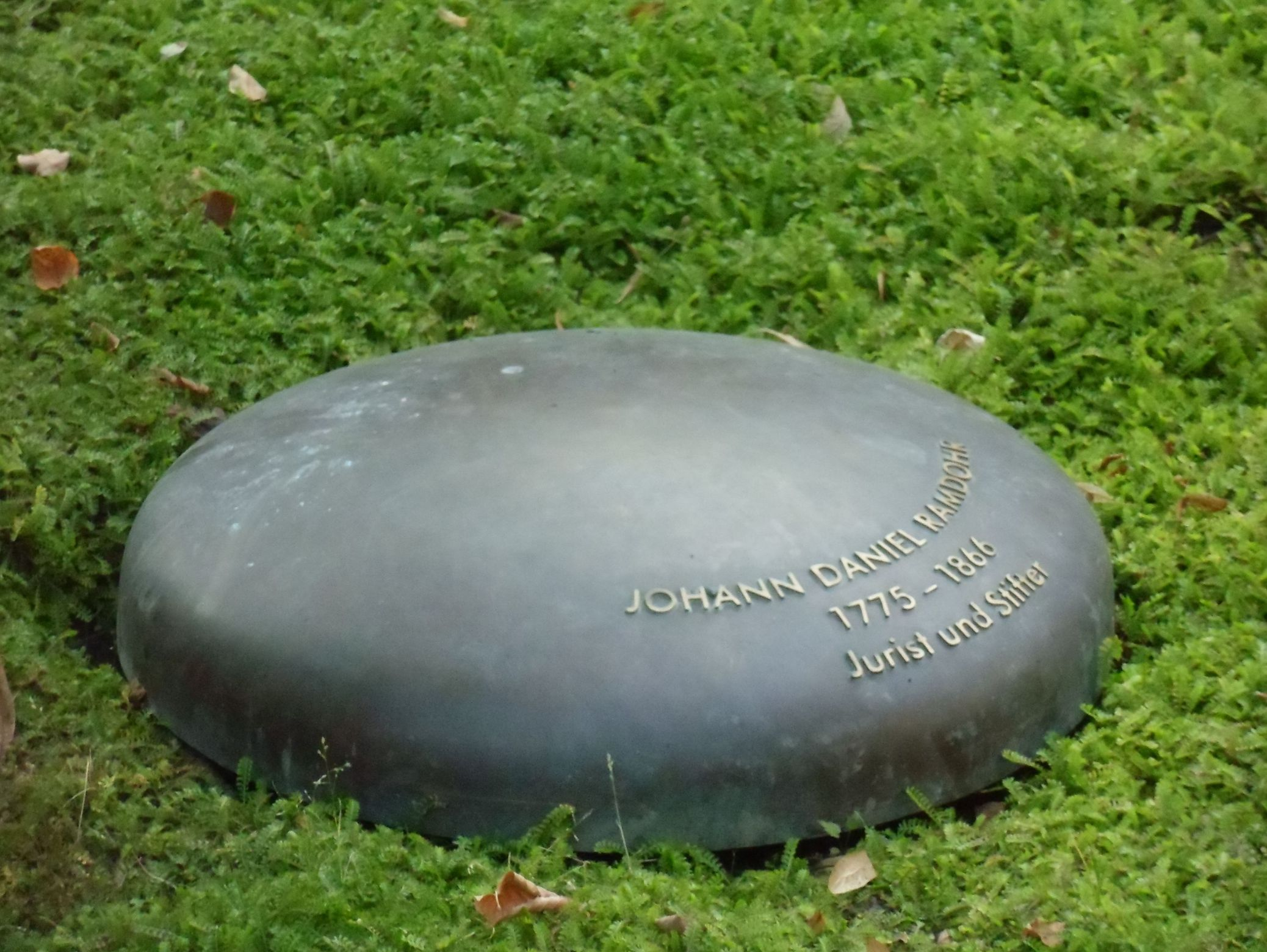
Gedenkplakette im Stadtpark Aschersleben

## Ehrungen
- Die Ramdohrstraße gehörte vor 1875 zur Magdeburger Chaussee. 1875 erhielt dieser Straßenzug nach Johann Daniel Ramdohr dann den Namen Ramdohrstraße.

- Der Bildhauer Döring schuf aus Dankbarkeit mit Mitteln der Stadt das aus rotem Granit gefertigte Denkmal an der Lübenschule, das am 21. November 1937 aufgestellt und vom Vorsitzenden des Kuratoriums der Ramdohr’schen Stiftung, Albert Drosihn, feierlich eingeweiht wurde.[6]

- Im Rahmen der Landesgartenschau Aschersleben 2010 wurde in der Nordost-Ecke des Stadtparks ein kleiner Gedenkhain mit in den Boden eingelassenen ellipsoiden Plaketten zur Erinnerung an verdiente Personen angelegt. Eine davon ist dem Juristen und Stifter Johann Daniel Ramdohr gewidmet.

## Rede zur Einführung der Städteordnung am 8. Februar 1832 (Auszüge)
... köstlich ist es, dieses Geschenk, denn es ist die Vorbereitung, ja der Grund und Anfang unseres konstitutionellen Staatswesens: denn nicht von oben herab, sondern von unten herauf wird ein verständiger tüchtiger Bau begonnen und ausgeführt ...
... Frei sei unter uns Rede und Gegenrede, jeder Meinung sei ihre Verteidigung, jeder Ansicht ihre Rechtfertigung zugestanden, aber Ruhe und Besonnenheit, Anstand und Würde mögen bei unseren Versammlungen nie vermisst werden, [...] damit uns nicht der Vorwurf treffe, als wären wir nicht reif für die Freiheit ...
... Der gute Genius der Menschheit [...] wird uns ferner führen und leiten, den Geist der Eintracht und Liebe unter uns wecken, nähren und stärken, treue Pflichterfüllung erleichtern, damit wir alle der Segnungen teilhaftig werden, deren Menschenwerke fähig sind. Dies sei unser Wunsch, dies unsere Hoffnung!